# Charles-törvény

Az animáció bemutatja a térfogat változását a hőmérséklet emelkedésének függvényében

A Charles-törvény (ejtsd: /sárl/; IPA: [ʃaʁl]) az egyik gáztörvény (néha Charles és Gay-Lussac törvényének is hívják). Azt fogalmazza meg, hogy állandó nyomáson egy adott tömegű gáz térfogata az abszolút hőmérsékletével egyenes arányban változik, vagyis a gáz térfogatának és az abszolút hőmérsékletének a hányadosa állandó.

## Története
A törvényt először Joseph Louis Gay-Lussac fogalmazta meg 1802-ben, de ő Jacques Charles 1787 körül keletkezett kiadatlan művére hivatkozott. Azonban Guillaume Amontons 1702-ben megjelent könyvében már tett lépéseket a törvény felismerése felé. Charles törvényét igen sokféleképpen használták fel a gyakorlatban a hőlégballontól kezdve az akváriumig. A törvény képletben kifejezve:
{\displaystyle {\frac {V}{T}}=k}
ahol:
- V a térfogat
- T az abszolút hőmérséklet K
- k állandó.

A k konstans értékét nem kell ismernünk ahhoz, hogy két gázállapot között számításokat végezzünk, mivel felírhatók az alábbi összefüggések:
{\displaystyle {\frac {V_{1}}{T_{1}}}={\frac {V_{2}}{T_{2}}}\qquad \mathrm {vagy} \qquad {\frac {V_{2}}{V_{1}}}={\frac {T_{2}}{T_{1}}}\qquad \mathrm {vagy} \qquad V_{1}T_{2}=V_{2}T_{1}}.
A Gay-Lussac-törvényből, a Charles-törvényből és a Boyle–Mariotte-törvényből levezethető az egyesített gáztörvény.